# All Things Must Pass
Pour l’article homonyme, voir All Things Must Pass (chanson de George Harrison).
Albums de George Harrison
Electronic Sound
(1969) The Concert for Bangladesh
(1971)
Singles
1. My Sweet Lord/Isn't It a Pity
2. What Is Life/Apple Scruffs

All Things Must Pass est le troisième album solo de George Harrison, le premier sorti après la séparation des Beatles. Auparavant, il avait publié Wonderwall Music, musique du film homonyme et Electronic Sound, un disque expérimental joué au synthétiseur Moog. Il est enregistré dans les Studios Abbey Road dans la foulée immédiate de la séparation du groupe phare des années 1960 et produit par Phil Spector. Plusieurs chansons qui y figurent avaient été répétées par les Beatles en 1969 mais n'avaient pas été retenues sur leurs deux derniers albums. 
C'est le premier triple album d'un artiste solo. Alors que les deux premiers 33 tours incluent uniquement des chansons, le troisième, intitulé « Apple Jam », est constitué d'une série de séances d'improvisation menées par George Harrison et ses musiciens, dont Eric Clapton, Dave Mason et Billy Preston (présent au piano et à l'orgue sur les albums Abbey Road et Let It Be des Beatles), ainsi que Ringo Starr et Klaus Voormann. 
L'album inclut le titre My Sweet Lord, qui connaît un succès mondial. C'est également le premier album no 1 des deux côtés de l'Atlantique d'un membre des Beatles en solo. La sortie d'un album entièrement signé George Harrison surprend beaucoup de critiques. En effet, éclipsé au sein des Beatles par John Lennon et Paul McCartney, George Harrison voyait la place de ses compositions réduites à une ou deux par album.

## Historique

### Contexte
À partir de mai 1968 et de la réalisation de l'Album blanc, les Beatles commencent à se disloquer. Les tensions augmentent encore en janvier 1969 durant les séances du « projet Get Back » provoquant le départ temporaire de George Harrison durant une dizaine de jours après une dispute avec Paul McCartney. Durant les séances de travail aux Twickenham Film Studios plusieurs des chansons qui apparaîtront dans All Things Must Pass sont répétées par le groupe. Parmi elles, All Things Must Pass, Hear Me Lord, Let It Down et Isn't It a Pity.
Harrison avait en effet dans ses cartons un nombre impressionnant de chansons, certaines composées, et d'autres seulement ébauchées et répétées en groupe, voire enregistrées, depuis le séjour du groupe en Inde dans l’ashram du Maharishi Mahesh Yogi à Rishikesh, à la fin de l’hiver/printemps 1968 et les sessions du White Album, et non incluses dans les disques des Beatles.
D'autres, comme Art of Dying, ne sont même pas proposées aux Beatles. En effet, Harrison juge le thème de la chanson (l'art de mourir en l'occurrence) trop sensible (on se souvient des propos encore frais de Lennon sur Dieu).
I'd Have You Anytime est coécrite avec Bob Dylan dans la résidence de ce dernier qui l'a invité pour les fêtes de Thanksgiving en 1968. À cette occasion, Dylan lui offre le titre If Not for You (qu'il enregistrera à son tour en 1970 sur New Morning).
Lors des sessions Get Back, l'atmosphère tendue entre les Beatles alimente l'écriture de Wah-Wah composé après son départ provisoire du groupe Et je sais combien la vie peut être douce si je continue à me libérer. My Sweet Lord est composé en partie alors qu'il accompagne Delaney & Bonnie en tournée.
Concernant cette période, Harrison expliquera : « j'étais en train de tenter de faire enregistrer mes chansons au milieu du traditionnel matériel Lennon/McCartney et pour moi, c'est le point principal concernant notre séparation : être capable de faire mon propre disque, enregistrer toutes ces chansons que j'avais empilées et aussi pouvoir le faire avec des gens nouveaux, comme respirer de l'air frais ».

### Enregistrement
All Things Must Pass est enregistré entre mai et septembre 1970 aux studios Abbey Road. George Harrison souhaite s'entourer de nombreux musiciens pour l'enregistrement de son album. Il fait tout d'abord appel à ses amis proches Ringo Starr et Klaus Voormann afin de sélectionner une quinzaine de chansons inédites. Lorsque son ami et bassiste Klaus Voormann investit les studios, il déclare : « J'ignorais totalement qu'il avait autant de chansons en réserve. C'était stupéfiant. ». Harrison recrute de nombreux autres musiciens à collaborer à l'enregistrement, dont Eric Clapton, Billy Preston ou encore Dave Mason.
Ayant approuvé son travail effectué sur l'album Let It Be, George Harrison engage Phil Spector comme producteur. Celui-ci applique sa technique du « mur de son », qui consiste à jouer de nombreux instruments simultanément et à utiliser l'écho,. Eric Clapton décrit l'atmosphère du studio comme « des centaines de musiciens tous en train de marteler leurs instruments en même temps. ». Le jeune ingénieur du son John Leckie apprécie la méthode de travail de Spector. « C'était très facile de travailler avec lui », déclare-t-il. Ce n'est pas le cas de George Harrison, qui confie bien plus tard à son fils Dhani qu'il déteste le rendu du travail de re-recording effectué par Spector. Harrison souligne en revanche l'« expérience vraiment agréable » de l'enregistrement de cet album, qui renforce sa confiance en lui en tant qu'auteur-compositeur. En studio, l'ex-membre des Beatles fait tout pour rendre l'endroit accueillant, allumant de nombreuses bougies à travers la pièce et dressant un petit autel, visité par plusieurs membres du mouvement Hare Krishna dont le musicien fait partie. 
À l'occasion de la réédition de l'album en 2021, Dhani Harrison et l'ingénieur du son Paul Hicks découvrent l'impossibilité de supprimer la totalité de l'écho sur certaines chansons. « Si vous commencez à enlever l'écho partout, ça ne ressemble plus à un disque. Il y a un certain nombre de choses qui peuvent être faites, mais avec l'esprit de la chanson pour limite », déclarent-ils.

## Réception
Coproduit avec Phil Spector, All Things Must Pass surprit par sa diversité : Harrison oscille avec aisance entre purs moments de pop et plages plus expérimentales, le tout toujours influencé par la musique indienne. Il déclarera à propos du disque : « Je me suis senti comme un homme constipé pendant des années, et qui aurait subitement eu la diarrhée », allusion aux années Beatles pendant lesquelles George ne put pratiquement pas imposer ses chansons au milieu du flot amené par Lennon et McCartney
En 2003, l'album est classé numéro 437 par le magazine Rolling Stone dans la liste des 500 plus grands albums de tous les temps.
Grand succès planétaire de l'année 1970, il est aujourd'hui considéré comme l'un des meilleurs albums d'un Beatle en solo, il fut d'ailleurs nommé aux Grammy Awards dans la catégorie Meilleur album de l'année 1972.

## Liste des chansons

### Version originale (1970) et remixée (2021)

#### Disque 1
Toutes les chansons sont écrites et composées par George Harrison, sauf mention contraire.
| 1. | I'd Have You Anytime (George Harrison/Bob Dylan) | 3:00 |
| 2. | My Sweet Lord                                    | 4:43 |
| 3. | Wah-Wah                                          | 5:39 |
| 4. | Isn't It a Pity                                  | 7:13 |

| 1. | What Is Life               | 4:27 |
| 2. | If Not for You (Bob Dylan) | 3:33 |
| 3. | Behind That Locked Door    | 3:10 |
| 4. | Let It Down                | 5:01 |
| 5. | Run of the Mill            | 2:52 |

#### Disque 2
| 1. | Beware of Darkness                        | 3:52 |
| 2. | Apple Scruffs (en)                        | 3:09 |
| 3. | Ballad of Sir Frankie Crisp (Let It Roll) | 3:52 |
| 4. | Awaiting on You All (en)                  | 2:50 |
| 5. | All Things Must Pass                      | 3:47 |

| 1. | I Dig Love                     | 5:00 |
| 2. | Art of Dying                   | 3:43 |
| 3. | Isn' t It a Pity (version Two) | 4:51 |
| 4. | Hear Me Lord                   | 6:00 |

#### Apple Jam
| 1. | Out of The Blue        | 11:16 |
| 2. | It's Johnny's Birthday | 0:49  |
| 3. | Plug Me In             | 3:18  |

| 1. | I Remember Jeep          | 8:09 |
| 2. | Thanks For The Pepperoni | 5:32 |

### Version CD, remasterisée (2001)
Toutes les chansons sont écrites et composées par George Harrison (sauf mention contraire).
| 1.  | I'd Have You Anytime (George Harrison/Bob Dylan) | 3:00 |
| 2.  | My Sweet Lord                                    | 4:43 |
| 3.  | Wah-Wah                                          | 5:39 |
| 4.  | Isn' t It a Pity                                 | 7:13 |
| 5.  | What Is Life                                     | 4:27 |
| 6.  | If Not For You (Bob Dylan)                       | 3:33 |
| 7.  | Behind That Locked Door                          | 3:10 |
| 8.  | Let It Down                                      | 5:01 |
| 9.  | Run of the Mill                                  | 2:52 |
| 10. | I Live For You ((Outtake))                       | 3:37 |
| 11. | Beware of Darkness (Demo)                        | 3:22 |
| 12. | Let It Down (Demo)                               | 3:55 |
| 13. | What Is Life (Backing Track)                     | 4:27 |
| 14. | My Sweet Lord (2001)                             | 4:57 |

- Durée totale du disque 1 : 59 minutes 56 secondes

| 1.  | Beware of Darkness                        | 3:52  |
| 2.  | Apple Scruffs                             | 3:09  |
| 3.  | Ballad of Sir Frankie Crisp (Let It Roll) | 3:52  |
| 4.  | Awaiting on You All                       | 2:50  |
| 5.  | All Things Must Pass                      | 3:47  |
| 6.  | I Dig Love                                | 5:00  |
| 7.  | Art of Dying                              | 3:43  |
| 8.  | Isn't It a Pity (version Two)             | 4:51  |
| 9.  | Hear Me Lord                              | 6:00  |
| 10. | It's Johnny's Birthday (Original Jam)     | 0:49  |
| 11. | Plug Me In (Original Jam)                 | 3:19  |
| 12. | I Remember Jeep (Original Jam)            | 8:09  |
| 13. | Thanks for the Pepperoni (Original Jam)   | 5:32  |
| 14. | Out of the Blue (Original Jam)            | 11:16 |

- Durée totale du disque 2 : 1 heure 06 minutes 09 secondes

## Fiche de production

### Interprètes
- George Harrison : chant, guitare acoustique et électrique, dobro, basse (My Sweet Lord 2001), harmonica, synthétiseur Moog, harmonium, chœurs,
- Derek and the Dominos : 
  - Eric Clapton : guitares acoustique et électrique, chœurs
  - Jim Gordon : batterie
  - Carl Radle : basse
  - Bobby Whitlock : piano, orgue, harmonium, cloches tubulaires, chœurs
- Dave Mason : guitares acoustique et électrique
- Pete Ham, Tom Evans, Joey Molland : guitare acoustique
- Peter Frampton : guitare acoustique
- Pete Drake : guitare pedal steel
- Klaus Voormann : basse, guitare électrique
- Tony Ashton : piano
- Gary Brooker : piano
- Gary Wright : pianos acoustique et électrique, orgue
- Billy Preston : piano, orgue
- Jim Price : trompette, trombone
- Bobby Keys : saxophone
- Alan White : batterie, vibraphone
- Ringo Starr : batterie
- Ginger Baker : batterie sur I Remember Jeep
- Mike Gibbins : percussions
- Mal Evans : percussions, chant sur It's Johnny's Birthday, thé et sympathie
- Eddie Klein : chant sur It's Johnny's Birthday
- Al Aronowitz : contribution indéfinie sur Out of the Blue
- John Barham : arrangements orchestraux, arrangements des chœurs, harmonium, vibraphone

## My Sweet Lord 2001
- Ray Cooper : percussions, synthétiseur
- Sam Brown : chœurs
- Dhani Harrison : guitare acoustique, piano électrique, chœurs

L'équipe technique
- Production : Phil Spector, George Harrison
- Enregistrement et ingénieurs du son : Ken Scott[17] et Phil McDonald[18]

## Classements

### Classements hebdomadaires par pays
| Classement (1971)             | Meilleure position |
| ----------------------------- | ------------------ |
| Allemagne de l'Ouest          | 10                 |
| Australie                     | 1                  |
| Canada                        | 1                  |
| États-Unis (Billboard 200)    | 1                  |
| Italie                        | 2                  |
| Japon                         | 4                  |
| Norvège                       | 1                  |
| Pays-Bas                      | 1                  |
| Royaume-Uni (UK Albums Chart) | 1                  |
| Suède                         | 1                  |

| Classement (2021)                  | Meilleure place |
| ---------------------------------- | --------------- |
| Allemagne (Media Control AG)       | 2               |
| Australie (ARIA)                   | 9               |
| Autriche (Ö3 Austria Top 40)       | 4               |
| Belgique (Flandre Ultratop)        | 5               |
| Belgique (Wallonie Ultratop)       | 8               |
| Canada (Canadian Albums Chart)     | 49              |
| Danemark (Tracklisten)             | 27              |
| Écosse (OCC)                       | 1               |
| Espagne (Promusicae)               | 9               |
| États-Unis (Billboard 200)         | 7               |
| États-Unis (Top Rock Albums)       | 1               |
| Finlande (Suomen virallinen lista) | 26              |
| France (SNEP)                      | 68              |
| Irlande (Irish Albums Chart)       | 22              |
| Italie (FIMI)                      | 38              |
| Nouvelle-Zélande (RIANZ)           | 36              |
| Pays-Bas (Mega Album Top 100)      | 5               |
| Portugal (AFP)                     | 19              |
| Royaume-Uni (UK Albums Chart)      | 6               |
| Suède (Sverigetopplistan)          | 13              |
| Suisse (Schweizer Hitparade)       | 3               |

### Classements de fin d'année
| Classement (1971)          | Position |
| -------------------------- | -------- |
| Australie Classement album | 5        |
| Italie Classement album    | 18       |
| États-Unis Billboard 200   | 18       |

## Certifications
| Pays                  | Certification | Unités certifiées |
| --------------------- | ------------- | ----------------- |
| Canada (Music Canada) | Or            | 50 000            |
| Danemark (IFPI)       | Or            | 10 000            |
| États-Unis (RIAA)     | 7 × Platine   | 7 000 000         |
| Royaume-Uni (BPI)     | Or            | 100 000           |

## Distinctions

### Grammy Awards
| Année | Travail nommé        | Catégorie                 | Résultat   |
| ----- | -------------------- | ------------------------- | ---------- |
| 1972  | My Sweet Lord        | Enregistrement de l'année | Nomination |
| 1972  | All Things Must Pass | Album de l'année          | Nomination |

- En 2014, l'album reçoit le Grammy Hall of Fame Award[57].

### Ivor Novello Awards
| Année | Travail nommé | Catégorie                           | Résultat |
| ----- | ------------- | ----------------------------------- | -------- |
| 1972  | My Sweet Lord | Meilleures ventes certifié          | Oui      |
| 1972  | My Sweet Lord | Meilleurs interprétation de l'année | Oui      |

### Ouvrage
- (en) Mark Lewisohn, The Complete Beatles Recording Sessions - The Official Story of the Abbey Road years 1962-1970, London, Hamlyn - EMI, 1988, 204 p. (ISBN 0-600-61207-4)

### Autres références
1. ↑  (en) Why The Beatles split: The true story behind the break-up of the biggest band ever Mark Beaumont pour The Independent, en ligne le 10 avril 2020, consulté le 12 avril 2020
2. ↑  George Harrison, I Me Mine, Chronicle Books (San Francisco, CA, 2002), p. 164.
3. ↑  https://www.franceinter.fr/emission-pop-etc-george-harrison
4. ↑   (en) Timothy White, George Harrison: 'All Things' In Good Time billboard.com, en ligne le 8 janvier 2001, consulté le 13 mai 2020
5. 1 2  David Brown et Alain Gouvrion, « George Harrison - Lumières divines », Rolling Stone, no 135,‎ septembre 2021, p. 68
6. 1 2 3 4  David Brown et Alain Gouvrion, « George Harrison - Lumières divines », Rolling Stone, no 135,‎ septembre 2021, p. 71
7. ↑  Mark Lewisohn 1988, p. 199
8. 1 2  David Brown et Alain Gouvrion, « George Harrison - Lumières divines », Rolling Stone, no 135,‎ septembre 2021, p. 72
9. ↑  David Brown et Alain Gouvrion, « George Harrison - Lumières divines », Rolling Stone, no 135,‎ septembre 2021, p. 70
10. ↑  Blender album review: "George Harrison All Things Must Pass (reissue)", Blender, February 2001 (issue 21).
11. ↑  Larkin, p. 158.
12. ↑  John Harris, "Beware of Darkness", Mojo, November 2011, p. 82.
13. ↑  Album review, Q, March 2001, pp. 122–23.
14. ↑  Anthony DeCurtis, « "George Harrison All Things Must Pass" » (version du 14 août 2006 sur Internet Archive), Rolling Stone, 12 October 2000 (retrieved 1 April 2012).
15. ↑  Zagat Survey, 2003, quoted in The Super Seventies "Classic 500", Zagat Survey Music Guide: 1,000 Top Albums of All Time (retrieved 19 April 2012).
16. ↑  Rock'n'Roll : la discothèque idéale : 101 disques qui ont changé le monde, de Philippe Manœuvre
17. ↑  (en) « "discogs credits" »
18. ↑  (en) « allmusic credits », Allmusic.com, 27 novembre 1970 (consulté le 10 novembre 2011)
19. ↑  (de) « Album Search: George Harrison », Media Control (consulté le 1er juillet 2012)
20. ↑  (en) David Kent, Australian Chart Book 1970–1992, St Ives, NSW, Australian Chart Book, 1993 (ISBN 0-646-11917-6)
21. ↑  (en) « Top Albums/CDs - Volume 14, No. 19, December 26, 1970 », RPM (consulté le 1er juillet 2012)
22. ↑  (en) « George Harrison Chart History Billboard 200 », sur Billboard, Billboard.com (consulté le 22 avril 2023)
23. ↑  (it) « Hit Parade Italia - Gli album più venduti del 1971 », hitparadeitalia.it (consulté le 1er juillet 2012)
24. ↑  (ja) « - Yamachan Land (Archives of the Japanese record charts) - Albums Chart Daijiten - The Beatles »,‎ 30 décembre 2007 (consulté le 1er juillet 2012)
25. ↑  (en) « norwegiancharts.com George Harrison - All Things Must Pass » (consulté le 1er juillet 2012)
26. ↑  (nl) « dutchcharts.nl George Harrison - All Things Must Pass », Hung Medien, dutchcharts.nl, MegaCharts (consulté le 1er juillet 2012)
27. ↑  (en) Official Albums Chart Top 100. UK Albums Chart. The Official Charts Company.
28. ↑  (sv) « Swedish Charts 1969 – 1972 (in PDF-files) », Hitsallertijden (consulté le 3 mars 2012)Note: All Things Must Pass peaked at number-three on the Kvällstoppen best-selling records list in February 1971, behind its lead single "My Sweet Lord" and Dawn's "Candida"
29. ↑  (de) offiziellecharts.de. GfK Entertainment. PhonoNet GmbH.
30. ↑  (en) Australian-charts.com – George Harrison – All Things Must Pass. ARIA Top 50 album. Hung Medien.
31. ↑  (de) Austriancharts.at – George Harrison – All Things Must Pass. Ö3 Austria Top 40. Hung Medien.
32. ↑  (nl) Ultratop.be – George Harrison – All Things Must Pass. Ultratop 200 albums. Ultratop et Hung Medien / hitparade.ch.
33. ↑  Ultratop.be – George Harrison – All Things Must Pass. Ultratop 200 albums. Ultratop et Hung Medien / hitparade.ch.
34. ↑  (en) « George Harrison Artist Chart History - Canadian Albums », Billboard (consulté le 22 avril 2023)
35. ↑  (da) Danishcharts.com – George Harrison – All Things Must Pass. Tracklisten. Hung Medien.
36. ↑  (en) Archive Chart. Top 40 Scottish Albums. The Official Charts Company.
37. ↑  (en) Spanishcharts.com – George Harrison – All Things Must Pass. Top 100 álbumes. Hung Medien.
38. ↑  (en) « Billboard 200 week of august 21, 2021 », sur Billboard, Billboard.com (consulté le 22 avril 2023)
39. ↑  (en) « George Harrison Chart History Top rock Albums », sur Billboard, Billboard.com (consulté le 22 avril 2023)
40. ↑  (fi) Finnishcharts.com – George Harrison – All Things Must Pass. Suomen virallinen lista. Hung Medien.
41. ↑  Lescharts.com – George Harrison – All Things Must Pass. SNEP. Hung Medien.
42. ↑  (en) Official Irish Albums Chart Top 50. Irish Albums Chart. The Official Charts Company.
43. ↑  (en) Italiancharts.com – George Harrison – All Things Must Pass. FIMI. Hung Medien.
44. ↑  (en) Charts.org.nz – George Harrison – All Things Must Pass. RIANZ. Hung Medien.
45. ↑  (nl) Dutchcharts.nl – George Harrison – All Things Must Pass. Mega Album Top 100. Hung Medien.
46. ↑  (en) Portuguesecharts.com – George Harrison – All Things Must Pass. AFP. Hung Medien.
47. ↑  (en) Official Albums Chart Top 100. UK Albums Chart. The Official Charts Company.
48. ↑  (en) Swedishcharts.com – George Harrison – All Things Must Pass. Sverigetopplistan. Hung Medien.
49. ↑  (en) Swisscharts.com – George Harrison – All Things Must Pass. Schweizer Hitparade. Hung Medien.
50. ↑  auchart
51. ↑  itayearend
52. ↑  (en) « Top Pop Albums of 1971 », billboard.biz (consulté le 1er juillet 2012)
53. ↑  (en)« Gold/Platinum », sur musiccanada.com
54. ↑  (da)« Certificeringsnummer », sur ifpi.dk
55. ↑  (en)« Gold & Platinum », sur riaa.com
56. ↑  (en) « BRIT Certified », sur Bpi.co.uk (consulté le 22 avril 2023)
57. ↑  (en)« Grammy Hall of Fame Award », sur grammy.com